# VM i ishockey 1961
VM i ishockey 1961 var det 28. VM i ishockey, arrangeret af IIHF. For de europæiske hold gjaldt det samtidig som det 39. EM i ishockey, og turneringen blev spillet 1. – 12. marts 1961 i Genève og Lausanne, Schweiz. Med 20 tilmeldte hold satte mesterskabet ny rekord. IIHF besluttede derfor, at mesterskabet skulle afvikles i tre niveauer som A-, B- og C-VM, og at denne struktur suppleret med op- og nedrykning mellem niveauerne skulle danne basis for afviklingen af VM for eftertiden. A-VM skulle bestå af de otte bedste hold, mens B- og C-grupperne hver skulle omfatte seks hold.
Det var meningen, at det hold, der sluttede sidst i A-VM, skulle rykkes ned i B-gruppen året efter og erstattes af vinderen af B-VM, og tilsvarende gjaldt for op- og nedrykning mellem B- og C-gruppen. Men på grund af de østeuropæiske landes massive boykot af VM året efter, blev dette system fuldstændig ubrugeligt.
Verdensmesterskabet blev vundet af Canada for 19. gang, men derefter fulgte en pause 33 år, før canadierne igen kunne fejre en VM-triumf. Tjekkoslovakiet blev nr. 2 og dermed europamester for 10. gang, mens bronzemedaljerne blev hjemført af spillerne fra Sovjetunionen. Canada blev repræsenteret af Trail Smoke Eaters fra Trail, British Columbia, som kom med til VM, fordi Allan Cup-vinderne Chatham Maroons afslog at deltage i VM, hvorfor retten til at repræsentere Canada gik videre til de tabende finalister fra Trail. Holdet rejste fra Trail den 26. januar 1961 (på Wayne Gretzkys fødselsdag!) og spillede 20 opvisningskampe i Europa, heraf tre i Sovjetunionen, som forberedelse til VM i marts. Det var anden gang at Trail Smoke Eaters stillede op til VM for Canada – første gang var i VM i ishockey 1939, hvor holdet også vendte hjem med guldmedaljer. Holdet kvalificerede sig endnu en gang i 1963, hvor det dog måtte nøjes med en fjerdeplads.
Både Vesttyskland og DDR havde kvalificeret sig til A-VM, og det kun andet møde gennem tiden mellem de to tyske landshold skulle have fundet sted på turneringens sidste dag. Men vesttyskerne protesterede over, at DDR fik lov at stille op under eget flag og med egen nationalmelodi, og de meldte derfor afbud til den ellers prestigefyldte kamp. Dermed blev DDR tildelt en sejr på 5-0 uden kamp og overlod dermed sidstepladsen i A-VM til netop Vesttyskland.

## Gruppeinddeling
Placeringerne ved VM i ishockey 1959 samt nogle kvalifikationskampe på VM's første dag dannede baggrund for hvilke hold, der blev placeret i de tre grupper. Holdene blev opdelt på følgende måde.
- A-VM: De seks bedste hold fra A-VM 1959 + to vindere fra kvalifikationen til A-VM.
  - Kvalifikation til A-VM: Nr. 7-9 fra A-VM 1959 + værtslandet Schweiz.

- B-VM: To tabere fra kvalifikationen til A-VM + nr. 10 og 11 fra A-VM 1959 + to vindere fra kvalifikationen til B-VM.
  - Kvalifikation til B-VM: To hold fra B-VM 1959 + Storbritannien og Belgien.

- C-VM: To tabere fra kvalifikationen til B-VM + de sidste fire hold.

## A-VM

### Kvalifikation
Kvalifikation til A-VM havde deltagelse af fire hold: Nr. 7-9 fra VM 1959 samt værtslandet Schweiz. De to vindere, Vesttyskland og DDR, kvalificerede sig til A-VM, mens Schweiz og Norge måtte tage til takke med spil i B-VM.
| Dato | Kamp                   | Res. | Perioder          |
| ---- | ---------------------- | ---- | ----------------- |
| 1.3. | Schweiz - Vesttyskland | 5-6  | 0-1, 1-3, 4-1 0-1 |
| 2.3. | DDR - Norge            | 6-3  | 1-0, 1-1, 4-2     |

### A-VM
A-VM havde deltagelse af otte hold, der spillede en enkeltturnering alle-mod-alle. De seks bedste hold fra VM 1959 var direkte kvalificeret til A-VM, mens de sidste to ledige pladser blev besat af to vindere fra kvalifikationen til A-VM, Vesttyskland og DDR. De otte hold spillede en enkeltturnering alle-mod-alle.
| Dato | Kamp                            | Res. | Perioder      |
| ---- | ------------------------------- | ---- | ------------- |
| 2.3. | Canada - Sverige                | 6-1  | 3-1, 0-0, 3-0 |
| 2.3. | Tjekkoslovakiet - Finland       | 6-0  | 1-0, 0-0, 5-0 |
| 2.3. | Sovjetunionen - USA             | 13-2 | 5-0, 5-0, 3-2 |
| 4.3. | Tjekkoslovakiet - USA           | 4-1  | 1-0, 1-0, 2-1 |
| 4.3. | Finland - DDR                   | 6-4  | 1-2, 3-1, 2-1 |
| 4.3. | Canada - Vesttyskland           | 9-1  | 1-1, 3-0, 5-0 |
| 4.3. | Sovjetunionen - Sverige         | 6-2  | 3-0, 2-0, 1-2 |
| 5.3. | Canada - USA                    | 7-4  | 4-2, 2-0, 1-2 |
| 5.3. | Tjekkoslovakiet - Vesttyskland  | 6-0  | 2-0, 0-0, 4-0 |
| 5.3. | Sverige - DDR                   | 3-2  | 1-0, 1-2, 1-0 |
| 5.3. | Sovjetunionen - Finland         | 7-3  | 5-0, 0-0, 2-3 |
| 7.3. | Sverige - Finland               | 6-4  | 1-1, 2-2, 3-1 |
| 7.3. | Tjekkoslovakiet - Sovjetunionen | 6-4  | 2-1, 2-2, 2-1 |
| 7.3. | USA - Vesttyskland              | 4-4  | 3-1, 1-1, 0-2 |

| Dato  | Kamp                         | Res. | Perioder      |
| ----- | ---------------------------- | ---- | ------------- |
| 7.3.  | Canada - DDR                 | 5-2  | 0-0, 0-0, 5-2 |
| 8.3.  | Sverige - Vesttyskland       | 12-1 | 3-0, 3-1, 6-0 |
| 8.3.  | DDR - USA                    | 6-5  | 2-2, 1-3, 3-0 |
| 9.3.  | Sovjetunionen - DDR          | 9-1  | 6-0, 1-1, 2-0 |
| 9.3.  | Finland - Vesttyskland       | 3-3  | 1-0, 0-1, 2-2 |
| 9.3.  | Canada - Tjekkoslovakiet     | 1-1  | 0-1, 1-0, 0-0 |
| 11.3. | Tjekkoslovakiet - DDR        | 5-1  | 1-0, 2-1, 2-0 |
| 11.3. | Sverige - USA                | 7-3  | 1-2, 2-1, 4-0 |
| 11.3. | Sovjetunionen - Vesttyskland | 11-1 | 2-0, 4-1, 5-0 |
| 11.3. | Canada - Finland             | 12-1 | 7-1, 1-0, 4-0 |
| 12.3. | Canada - Sovjetunionen       | 5-1  | 1-0, 2-0, 1-1 |
| 12.3. | Tjekkoslovakiet - Sverige    | 5-2  | 3-1, 1-1, 1-0 |
| 12.3. | USA - Finland                | 5-2  | 1-0, 2-0, 2-2 |
| 12.3. | DDR - Vesttyskland           | 5-0  | Uden kamp     |

| VM 1961 | VM 1961         | Kampe | Vund. | Uafgj. | Tabte | Mål   | Point |
| ------- | --------------- | ----- | ----- | ------ | ----- | ----- | ----- |
| Guld    | Canada          | 7     | 6     | 1      | 0     | 45-11 | 13    |
| Sølv    | Tjekkoslovakiet | 7     | 6     | 1      | 0     | 33-09 | 13    |
| Bronze  | Sovjetunionen   | 7     | 5     | 0      | 2     | 51-20 | 10    |
| 4.      | Sverige         | 7     | 4     | 0      | 3     | 33-27 | 8     |
| 5.      | DDR             | 7     | 2     | 0      | 5     | 21-33 | 4     |
| 6.      | USA             | 7     | 1     | 1      | 5     | 24-33 | 3     |
| 7.      | Finland         | 7     | 1     | 1      | 5     | 19-43 | 3     |
| 8.      | Vesttyskland    | 7     | 0     | 2      | 5     | 10-50 | 2     |

### Slutstillinger
| VM 1961 | VM 1961         |
| ------- | --------------- |
| Guld    | Canada          |
| Sølv    | Tjekkoslovakiet |
| Bronze  | Sovjetunionen   |
| 4.      | Sverige         |
| 5.      | DDR             |
| 6.      | USA             |
| 7.      | Finland         |
| 8.      | Vesttyskland    |

| EM 1961 | EM 1961         |
| ------- | --------------- |
| Guld    | Tjekkoslovakiet |
| Sølv    | Sovjetunionen   |
| Bronze  | Sverige         |
| 4.      | DDR             |
| 5.      | Finland         |
| 6.      | Vesttyskland    |

Vesttyskland sluttede sidst ved A-VM, og efter de nye op- og nedrykningsregler skulle holdet derfor rykkes ned i B-gruppen til næste VM. Men på grund af de østeuropæiske landes boykot af VM 1962 (heraf tre A-gruppelande), blev nedrykningen fra A-gruppen suspenderet. Og næste A-VM blev derfor gennemført med de resterende fem lande fra dette års A-VM, de to bedste lande fra dette års B-VM (Norge og Storbritannien) samt Schweiz (nr. 3 fra B-VM), der dog måtte spille kvalifikation mod Østrig (nr. 6 fra B-VM 1961 – nr. 4 og 5, Italien og Polen, stillede ikke op året efter).

## B-VM

### Kvalifikation
Kvalifikationen til B-VM havde deltagelse af fire hold: Holdene fra VM 1959 (på nær Ungarn, som ikke var tilmeldt) samt Storbritannien og Belgien. De to vindere, Østrig og Storbritannien, kvalificerede sig til B-VM, mens Rumænien og Belgien måtte tage til takke med at spille C-VM.
| Dato | Kamp                     | Res. | Perioder      |
| ---- | ------------------------ | ---- | ------------- |
| 2.3. | Østrig - Rumænien        | 6-5  | 1-1, 4-3, 1-1 |
| 2.3. | Storbritannien - Belgien | 18-1 | 6-1, 6-0, 6-0 |

### B-VM
B-VM havde deltagelse af seks hold, der spillede en enkeltturnering alle-mod-alle. Holdene fordelte sig på:
- De to tabere fra kvalifikationen til A-VM: Schweiz og Norge.
- Nr. 10 og 11 fra VM 1959: Italien og Polen.
- De to vindere fra kvalifikationen til B-VM: Østrig og Storbritannien.

Norge vandt B-VM, og som følge af de nye op- og nedrykningsregler rykkede holdet op i A-gruppen til næste VM. Men på grund af at de tre østeuropæiske lande i A-gruppen boykottede VM 1962, blev også nr. 2, Storbritannien, rykket op. Endvidere fik en tredje B-nation muligheden for en A-VM-plads i en kvalifikationskamp, der blev spillet mellem nr. 3, Schweiz, og nr. 6, Østrig (nr. 4 og 5, Italien og Polen boykottede også VM 1962) og som blev vundet af Schweiz.
Resultatet blev altså, at Norge, Storbritannien og Schweiz rykkede op i A-gruppen.
Nedrykningen fra B-gruppen blev suspenderet, fordi der ikke var hold nok til en C-gruppe året efter. Østrig, der ellers ifølge op- og nedrykningsreglerne skulle være rykket ned i C-VM i 1962, beholdt dermed sin status som B-nation.
| Dato | Kamp                     | Res. | Perioder      |
| ---- | ------------------------ | ---- | ------------- |
| 3.3. | Norge - Schweiz          | 6-0  | 3-0, 3-0, 0-0 |
| 3.3. | Storbritannien - Østrig  | 10-2 | 3-0, 5-1, 2-1 |
| 3.3. | Italien - Polen          | 5-3  | 5-0, 5-0, 3-2 |
| 5.3. | Italien - Østrig         | 7-2  | 0-0, 2-2, 5-2 |
| 6.3. | Norge - Polen            | 5-3  | 2-1, 2-1, 1-1 |
| 6.3. | Storbritannien - Italien | 3-3  | 3-2, 0-0, 0-1 |
| 6.3. | Schweiz - Østrig         | 9-1  | 5-0, 2-0, 2-1 |
| 7.3. | Polen - Schweiz          | 3-1  | 1-1, 0-0, 2-0 |

| Dato  | Kamp                     | Res. | Perioder      |
| ----- | ------------------------ | ---- | ------------- |
| 9.3.  | Storbritannien - Polen   | 3-2  | 1-1, 1-0, 1-1 |
| 9.3.  | Norge - Østrig           | 7-2  | 2-0, 1-2, 4-0 |
| 10.3. | Østrig - Polen           | 3-2  | 0-0, 0-1, 3-1 |
| 10.3. | Norge - Italien          | 7-1  | 3-0, 1-1, 3-0 |
| 10.3. | Schweiz - Storbritannien | 2-2  | 0-0, 1-1, 1-1 |
| 11.3. | Schweiz - Italien        | 5-3  | 1-1, 2-1, 2-1 |
| 12.3. | Storbritannien - Norge   | 3-2  | 1-2, 1-0, 1-0 |

| B-VM 1961 | B-VM 1961      | Kampe | Vund. | Uafgj. | Tabte | Mål   | Point |
| --------- | -------------- | ----- | ----- | ------ | ----- | ----- | ----- |
| 1.        | Norge          | 5     | 4     | 0      | 1     | 27-09 | 8     |
| 2.        | Storbritannien | 5     | 3     | 2      | 0     | 21-11 | 8     |
| 3.        | Schweiz        | 5     | 2     | 1      | 2     | 17-15 | 5     |
| 4.        | Italien        | 5     | 2     | 1      | 2     | 19-20 | 5     |
| 5.        | Polen          | 5     | 1     | 0      | 4     | 13-17 | 2     |
| 6.        | Østrig         | 5     | 1     | 0      | 4     | 10-35 | 2     |

## C-VM
C-VM havde deltagelse af seks hold, der spillede en enkeltturnering alle-mod-alle. Turneringen blev vundet af Rumænien, der efter de nye op- og nedrykningsregler skulle være rykket op i B-gruppen til næste VM. Men det valgte Rumænien, sammen med resten af de østeuropæiske (og enkelte vesteuropæiske) lande at boykotte. Resultatet blev, at så få hold tilmeldte sig, at der ikke blev spillet C-VM året efter. Det betød, at Frankrig og Holland (de eneste to C-nationer, der stillede op året efter) begge spillede i B-gruppen ved VM 1962.
| Dato | Kamp                    | Res. | Perioder       |
| ---- | ----------------------- | ---- | -------------- |
| 3.3. | Frankrig - Holland      | 7-3  | 1-1, 4-0, 2-2  |
| 3.3. | Rumænien - Belgien      | 22-1 | 7-1, 10-0, 5-0 |
| 3.3. | Jugoslavien - Sydafrika | 12-3 | 4-0, 3-1, 5-2  |
| 4.3. | Jugoslavien - Holland   | 9-2  | 4-0, 3-2, 2-0  |
| 5.3. | Rumænien - Sydafrika    | 14-0 | 5-0, 5-0, 4-0  |
| 6.3. | Holland - Sydafrika     | 8-4  | 2-1, 1-1, 5-2  |
| 6.3. | Frankrig - Belgien      | 10-0 | 2-0, 4-0, 4-0  |
| 6.3. | Rumænien - Jugoslavien  | 12-1 | 2-0, 4-1, 6-0  |

| Dato  | Kamp                   | Res. | Perioder      |
| ----- | ---------------------- | ---- | ------------- |
| 7.3.  | Frankrig - Sydafrika   | 11-2 | 1-1, 1-0, 1-1 |
| 8.3.  | Jugoslavien - Belgien  | 10-2 | 2-0, 5-1, 3-1 |
| 8.3.  | Rumænien - Holland     | 12-0 | 4-0, 4-0, 4-0 |
| 9.3.  | Frankrig - Jugoslavien | 3-2  | 1-0, 0-1, 2-1 |
| 10.3. | Rumænien - Frankrig    | 9-3  | 3-1, 1-1, 5-1 |
| 10.3. | Holland - Belgien      | 5-4  | 2-0, 1-1, 2-3 |
| 11.3. | Sydafrika - Belgien    | 9-2  | 0-2, 5-0, 4-0 |

| C-VM 1961 | C-VM 1961   | Kampe | Vund. | Uafgj. | Tabte | Mål   | Point |
| --------- | ----------- | ----- | ----- | ------ | ----- | ----- | ----- |
| 1.        | Rumænien    | 5     | 5     | 0      | 0     | 69-05 | 10    |
| 2.        | Frankrig    | 5     | 4     | 0      | 1     | 34-16 | 8     |
| 3.        | Jugoslavien | 5     | 3     | 0      | 2     | 34-22 | 6     |
| 4.        | Holland     | 5     | 2     | 0      | 3     | 18-36 | 4     |
| 5.        | Sydafrika   | 5     | 1     | 0      | 4     | 18-47 | 2     |
| 6.        | Belgien     | 5     | 0     | 0      | 5     | 09-56 | 0     |